# Nestroyplatz
Nestroyplatz – jedna ze stacji metra w Wiedniu na linii U1. Została otwarta 24 listopada 1979.
Znajduje się w 2. dzielnicy Leopoldstadt, pod placem Nestroyplatz.